# 安全保障学
安全保障学（あんぜんほしょうがく、英: Security Studies）は最も一般的な意味ではある行為主体の価値を脅威から防衛する安全保障政策に関する科学であり、しばしば国家安全保障の問題に関する研究を指す。国際関係論、軍事学、政策科学などと密接な関係を持つ研究領域である。

## 研究史
現代の安全保障学は第二次世界大戦を受けて1940年代にアメリカで成立した研究領域であり、特に核戦略を主要な問題として出発した。それまでの国家安全保障政策の研究は軍事力の準備や運用といった軍事科学（Military Science）の枠内で進められていた。しかし、イギリスの軍事学者ベイジル・リデル＝ハートの研究によって戦略学の研究に軍事戦略の上位概念として大戦略の概念が導入され、安全保障をより包括的な観点から分析する必要性が指摘された。さらに東西冷戦において、第二次世界大戦での経験と核兵器と弾道ミサイルの開発を踏まえた新しい安全保障政策の枠組みが模索されたことも安全保障学の発展を促した重要な背景であった。
歴史的に見れば、従来の軍事科学の研究でも少数の文民の専門家が携わっていたが、それは軍学校や軍の研究機関における職業軍人のための科学として研究されていた。しかし安全保障学がアメリカで成立してからは大学の政治学者や経済学者などもこの分野の研究に関与するようなった特徴がある。例えばランド研究所は冷戦期の安全保障学の研究に重要な貢献を果たした研究機関の一つであり、1946年に冷戦期の核戦略の基本概念となる抑止の概念がランド研究所の政治学者バーナード・ブローディによって提唱され、1950年代から1960年代には経済学者トマス・シェリングなどが発展させたゲーム理論が安全保障政策の基礎理論として確立された。1965年から80年にかけて安全保障学は政治学、国際関係論、軍事学などの関連領域と連携しながら教科書や講義、研究機関の整備も進んだ。
冷戦期における安全保障学の動向としてはソビエトの脅威に対する国家安全保障戦略の研究が主流であり、具体的には国際安全保障政策、核戦略、諜報、限定戦争、軍備管理、強制外交、戦略文化、防衛経済、政軍関係、不正規戦争などの分野が形成されている。1980年代から安全保障学の前提となっている概念やパラダイムの妥当性を見直す議論が進み、1990年代から冷戦の終結を反映して新しい安全保障学の展開が見られるようになった。2001年のアメリカ同時多発テロ事件とそれに続く対テロ戦争の発生はテロリズムというそれまで対内的安全保障の分野で研究されていた主題を国際テロリズムとして国際安全保障の文脈から捉え直す必要を浮き彫りにした。アフガニスタン紛争やイラク戦争の経験から同様に内戦や革命、反乱といった対内的安全保障の問題への関心が高まっている。
また非軍事的要素を中心に安全保障の概念を再定義する研究動向も見られ、食糧やエネルギーの確保を安全保障の課題として捉える経済安全保障（Economic Security）、生物化学戦への対応から感染症への対策まで含めた公衆衛生の課題とする生体安全保障（Bio-security）、地球環境変動への対応を課題とする環境の安全保障（Environmental Security）、安全確保だけでなく生活水準の改善を課題とする人間の安全保障（Human Security）などの研究が挙げられる。
一方で伝統的な安全保障の研究枠組みも安全保障学の中で重要性を失っておらず、情報革命やグローバリゼーション、軍事における革命（Revolution in Military Affairs）を受けて銃らまでの軍事的安全保障の見直しも進められている。例としてはアーサー・セブロウスキーなどが提唱したネットワーク中心の戦いや湾岸戦争でも注目されたジョン・ウォーデンのエアパワーの理論はいずれも情報作戦における情報優位の概念を基礎とした軍事教義である。